# 坦途镇
坦途镇，是中华人民共和国吉林省白城市镇赉县下辖的一个乡镇级行政单位。

## 行政区划
坦途镇下辖以下地区：
坦途社区、坦途村、红岗村、哈拉村、西明嘎村、新丰村、特立村、向阳村、双山子村、双宝岱村、保民村、大户拉村、永庆村、四家子村和龙波村。